# Hypolimnas curicta
Hypolimnas curicta är en fjärilsart som beskrevs av Hans Fruhstorfer 1912. Hypolimnas curicta ingår i släktet Hypolimnas och familjen praktfjärilar. Inga underarter finns listade i Catalogue of Life.